# Kepler-37

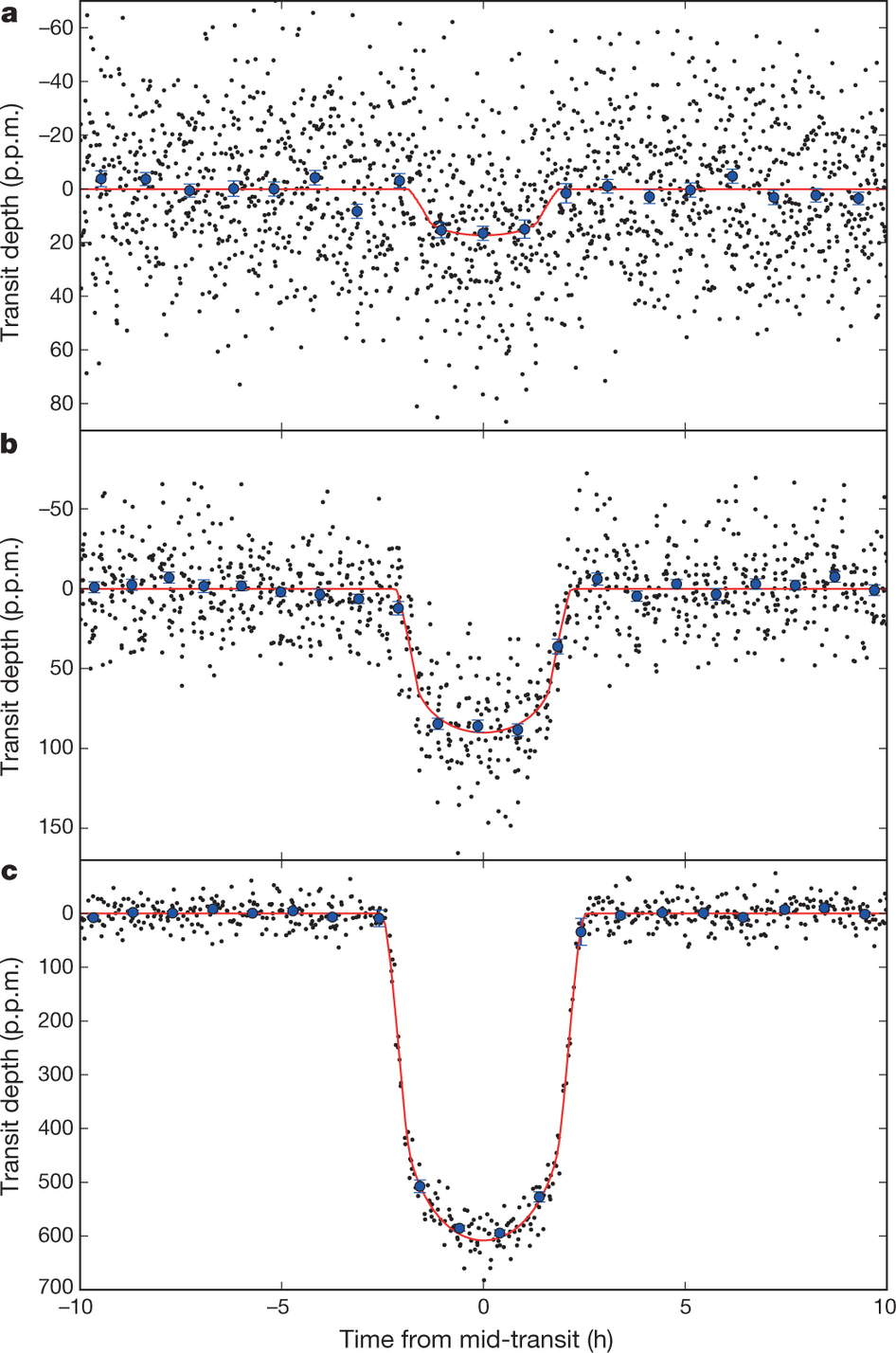
Lichtkrommen van de drie planeten

Kepler-37 is een gele dwerg van het G-type ster, die gelegen is in het sterrenbeeld Lier op 209 lichtjaren van de Aarde.

## Planetenstelsel
Er zijn bij deze ster drie exoplaneten gevonden door Kepler Space Observatory:
- Kepler-37b
- Kepler-37c
- Kepler-37d

## Bron
- (fr)  VizieR